# Jaskier krążkolistny
Jaskier (włosienicznik) krążkolistny (Ranunculus circinatus Sibth.) – gatunek rośliny wodnej z rodziny jaskrowatych. Występuje w południowej i środkowej Europie, Ameryce Północnej oraz północnej Afryce. W Polsce dość pospolity na niżu.

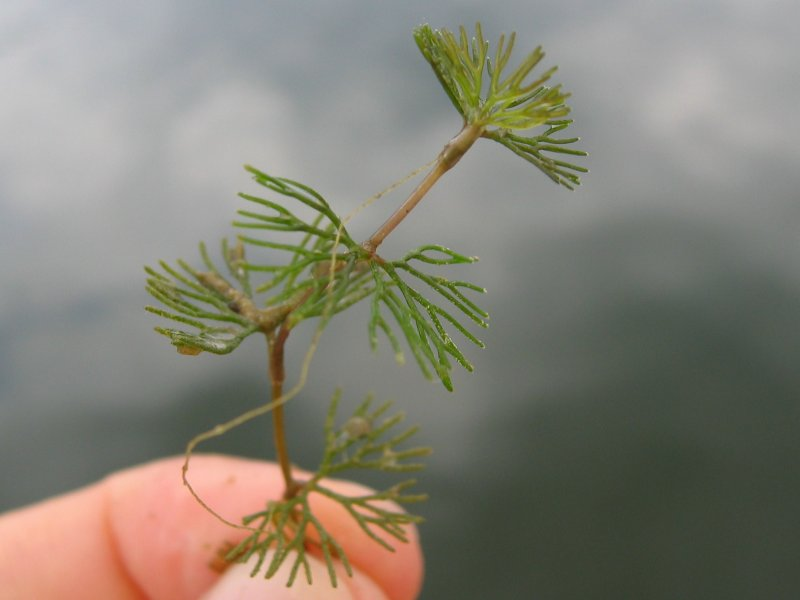
Jaskier krążkolistny

## Morfologia
PokrójRoślina zielna, zakorzeniona w dnach płytkich zbiorników wodnych. Pęd swobodnie unoszący się w toni wodnej.
ŁodygaNajczęściej do 1 m, czasem dłuższa.
LiścieW zarysie okrągłe, o nitkowatych odcinkach ustawionych w jednej płaszczyźnie.
KwiatyŻółto-białe, płatki do 1 cm długości. Miodniki półksiężycowate, zachodzące brzegami na siebie. Dno kwiatowe owłosione.

## Biologia i ekologia
Bylina, hydrofit. Roślina miododajna, kwitnie od maja do sierpnia. W klasyfikacji zbiorowisk roślinnych gatunek charakterystyczny dla klasy Potametea i zespołu Ranunculetum circinati.

## Zmienność
Tworzy mieszańce z jaskrem skąpopręcikowym i j. rzecznym.